# Stäppbandbi
Stäppbandbi (Seladonia leucahenea) är en biart som beskrevs av Andreas Werner Ebmer 1972. Stäppbandbi ingår i släktet Seladonia (räknades tidigare till bandbin), och familjen vägbin.

## Beskrivning
Huvud och mellankropp är metalliskt glänsande i grönt, hanen kan även vara guldglänsande. Honans antenner är jämnmörka, hanens är mycket långa och med gul undersida. Munsköldens spets, överläppen och käkarna hos hanen är blekgula. Honans ben är mörka med blekbrun till brun behåring, medan hanens skenben och fötter är gula. Bakkanterna på tergit 1 till 3 hos honan, tergit 2 och 3 hos hanen har vita till gräddfärgade hårband. Hanen har även tät vit päls på sidorna av mellankroppen och ryggen. Honan är 7 till 9 mm lång, hanen 6 till 7 mm.

## Taxonomi
Arten överfördes från släktet Halictus till Seladonia efter forskningsrapporter från Pauly et al. 2015 och Rasmont et al. 2017. Ändringen har dock inte slagit igenom överallt. I den här artikeln används emellertid det nya namnet.

### Underarter
Stäppbandbiet har fyra underarter:
- Seladonia leucahenea leucahenea
- Seladonia leucahenea arenosa
- Seladonia leucahenea nivalis
- Seladonia leucahenea occipitalis

För den geografiska fördelningen se Utbredning nedan.

## Utbredning
Utbredningsområdet omfattar större delen av Europa utom Balkan samt Centralasien och Nordasien. Fördelat på de olika underarterna ser utbredningen ut som följer:
- Seladonia leucahenea leucahenea – Kring Balchasjsjön till Harbin i nordöstra Kina.
- Seladonia leucahenea arenosa – Större delen av Europa.
- Seladonia leucahenea nivalis – I Sierra Nevada i Spanien.
- Seladonia leucahenea occipitalis – I Turkiet och Kaukasus.

Generellt är artens utbredning mycket fragmenterad, och IUCN rödlistar den globalt som sårbar. Främsta hotet anses vara habitatförlust till följd av urbanisering.
I Sverige förekommer arten i Skåne (kring Vombsjön och Krankesjön, vid Ravlunda och Maglehem samt på sandmarkerna kring Åhus), i Halland (Ringenäs skjutfält), i Blekinge (Ronneby Airport) och över stora delar av Öland. Arten har tidigare förekommit på Gotland men är numera lokalt utdöd där, den observerades senast på 1930-talet. Arten är vanligen ovanlig i landet med undantag för området kring Krankesjön. Enligt den svenska rödlistan är arten starkt hotad i Sverige.
I Finland är arten rödlistad som akut hotad men inga bekräftade observationer har registrerats..

## Ekologi
Habitatet utgörs av torra sandmarker med god tillgång på blommande växter som stäpper och hedar. Arten är polylektisk, den flyger till blommande växter från många familjer. Exempel är fibblor (från familjen korgblommiga växter), blåmunkar (klockväxter), backtimjan (kransblommiga växter) samt sommargyllen och sandvita (korsblommiga växter) vilka den hämtar nektar från, åtminstone sandvita även pollen.

### Fortplantning
Arten tros vara primitivt eusocial i åtminstone vissa populationer av sitt utbredningsområde, det vill säga att vissa individer fungerar som arbetare och hjälper den grundläggande (övervintrande) honan med födoinsamling och vård av avkomman. Det förhållandet anses troligt i Tyskland; hur situationen är i Sverige är inte känt. Den övervintrande honan gräver ut boet i slät sandmark; ingången omges av en liten kon av uppgrävd sand. Stäppbandbiet får två generatiober per år: En som bara består av honor som flyger från slutet av maj till hela juni, samt en generation av båda könen som flyger under juli och augusti.